# Nouveau roman
El moviment literari que s'anomena nouveau roman (que en francès vol dir 'novel·la nova') és format per un grup variable d'escriptors (i que depèn del crític que fa l'article). En qualsevol cas, normalment inclou sempre Alain Robbe-Grillet, considerat el fundador i primer teòric del moviment, com a autor del manifest Per una nova novel·la (Pour un nouveau roman), Michel Butor, amb la seva novel·la més coneguda, La modificació, Nathalie Sarraute i el Premi Nobel de Literatura el 1985, Claude Simon.
De vegades, s'hi inclou també Marguerite Duras, Claude Ollier, Robert Pinget, Jean Ricardou o Hélène Bessette.
L'expressió fou feta en un article del totpoderós diari francés Le Monde, en el qual el crític Émile Henriot feia una referència a la quarta novel·la de Robbe-Grillet, La gelosia i a Tropismes de Sarraute, el 22 de maig del 1957.
Nogensmenys, sota aquest terme, s'ha ajuntat d'una forma que no sempre és clara autors diferents que tenien com a característica principal comuna el seu plantejament nou en la manera d'escriure, que han evolucionat, però, de forma diferent en cada cas.
Una característica generalitzada d'aquests autors és el qüestionament de la novel·la tradicional. Segons ells, ja no té sentit escriure novel·les de la mateixa manera que ho feia Balzac, amb uns personatges, una trama, un principi, un desenvolupament i un desenllaç. Se senten més a prop d'una literatura més introspectiva com ara la d'Stendhal o Flaubert. No s'admet la descripció dels caràcters, segons diuen mediatitzada per prejudicis ideològics; s'exploren, però, els fluxos de consciència. S'hi veu la influència d'autors estrangers com ara Virginia Woolf o Kafka o francesos com Sartre o Camus, que és evident.